# BLK
BLK（ビーエルケー）は、オーストラリアのスポーツ用品製造会社「World Rugby Specialists（WRS）」で2011年に生まれた、ラグビー関連製品に特化したブランドである。BLKは「Beyond Limits Known」の頭文字であり、日本では「限界突破」「限界を超えた世界へ」と訳してプロモーションされている。

## 概要
1999年、オーストラリアクイーンズランド州ゴールドコースト市にスポーツ用品製造会社「World Rugby Specialists（WRS）」が設立。
当初WRSは、イギリス発祥のラグビー用品ブランド「KooGa（クーガ）」をオーストラリアで展開し、「KooGa Australia（クーガ・オーストラリア）」としていた。
2011年に、「KooGa Australia」を独自ブランド「BLK」に変更した。
2017年1月に、BLKブランドは東ティモールの投資家などによって買収された。

## 日本での展開
日本では、2008年にWRSジャパン（本社：埼玉県狭山市）が設立され、BLKの日本正規輸入代理店となっている。ブランド名・企業名として「BLK JAPAN」も使用している。いずれも海外WRS・BLKとの資本関係はない。
WRSジャパンは、社会人ラグビー「ジャパンラグビーリーグワン」のチーム（クボタスピアーズ船橋・東京ベイ、静岡ブルーレヴズ、三重ホンダヒート、狭山セコムラガッツなど）や、社会人地域リーグのチーム、中学・高校・大学チーム（学習院大学など）、クラブチーム、ラグビースクール、一般消費者に、BLKブランドのジャージやラグビー用品、アパレル製品を提供している。
タグラグビー用の製品も展開しており、全国小学生タグラグビー大会への協賛も行っている。

## 海外チーム
日本以外のナショナルチームやプロクラブチームで、BLKを採用しているもの（2024年6月現在、抜粋）
- ラグビーケニア代表[7]
- ラグビーナミビア代表[8]
- ラグビーリーグニュージーランド代表（13人制ラグビー）[9]
- ストーマーズ（南アフリカ）[10]
- ウェスタン・プロヴィンス（南アフリカ）[11]
- ロンドン・アイリッシュ（イングランド）[12]